# François Daniël Changuion

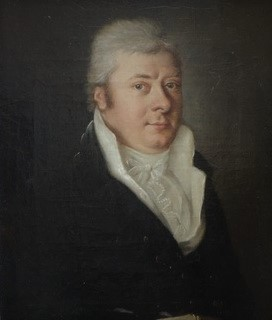
François Daniël Changuion, c. 1800-1815

François Daniël Changuion (Demerary, 16 februari 1766 - Offenbach am Main, 15 juni 1850), algemeen bekend as Daniël Changuion, was een Nederlands bestuurder en diplomaat.

## Familie
Changuion stamde uit een van oorsprong Franse familie van wie zijn grootvader zich in 1718 te Amsterdam vestigde. Hij was de zoon van François Changuion (1727-na 1776), raad in het Hof van politie en justitie, en Anna Geertruida (van) Gelskerke (1730-1795).
Halverwege de jaren 1790 had Changuion een relatie met Antonia van Limburgh (1766-1843), waaruit een zoon Fransch Antonie (1795-1797) geboren werd.
Hij trouwde te Emmerik in 1800 Henriëtte Wilhelmina Hartingh (1775-1860), dochter van een vooraanstaande Leidenaar, Nicolaas Hartingh (zoon van VOC-gouverneur Nicolaas Hartingh), en Louise Ernestine Meyners. Uit welk huwelijk werd vier kinderen geboren: François Daniël (1801-1854), Louise Anne (1802-1872), Antoine Nicolas Ernest (1803-1881) and Laurent Jonathan (1805-1851).

## Levensloop

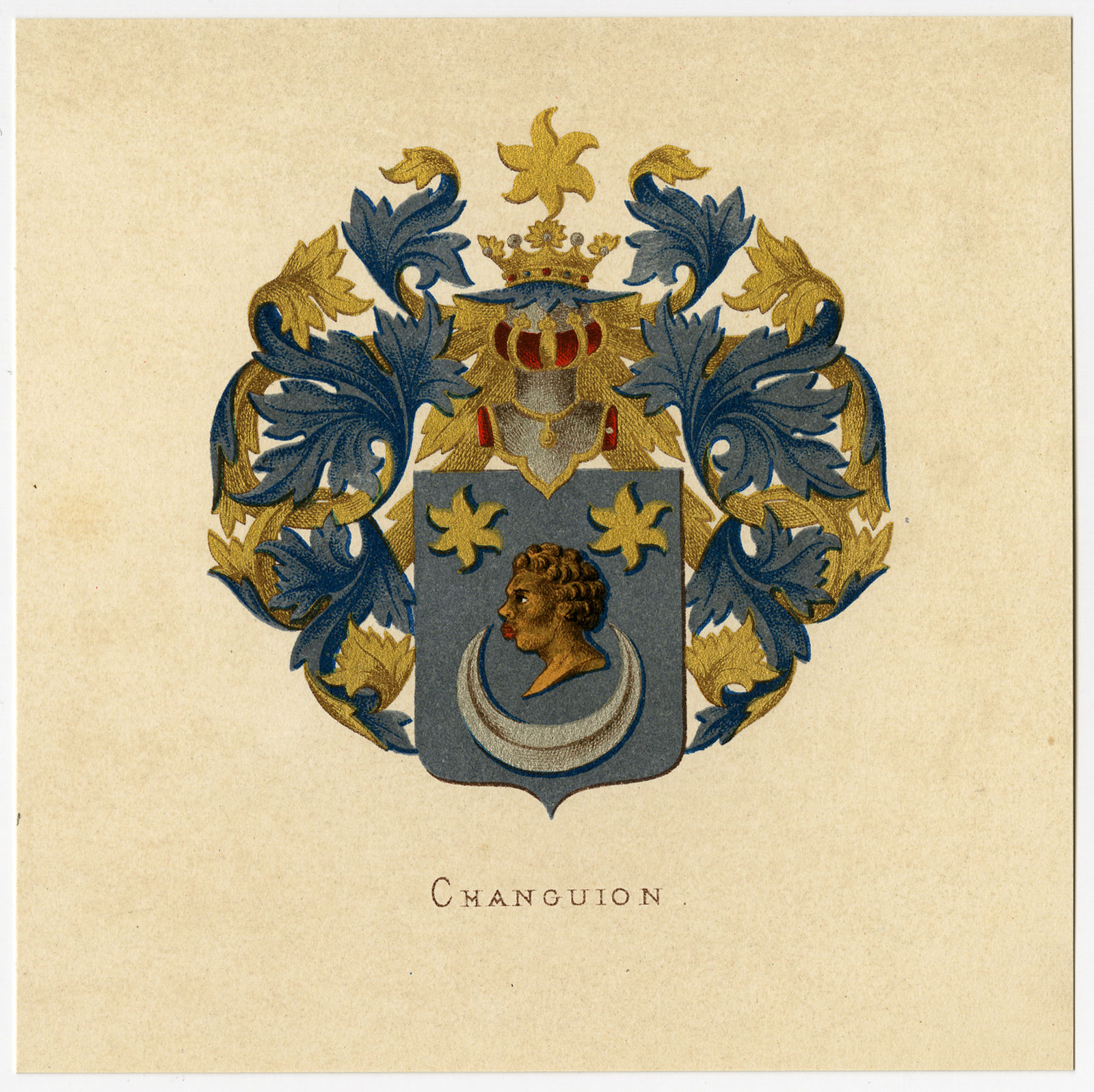
Familiewapen van François Daniël Changuion (1766-1850) en zijn nageslacht.

Changuion studeerde af in de rechten in Leiden in 1788. Vanaf 1788 was hij lid van het vroedschap en schepen van Leiden, maar werd in 1795 uit zijn bestuurlijke functies ontslagen. Hierna vertrok hij naar het buitenland. In 1803 keerde hij naar Nederland terug en vestigde zich te 's-Gravenhage. Daar raakte hij betrokken bij het Driemanschap van 1813. Tijdens de afwezigheid van Anton Reinhard Falck fungeerde hij als secretaris van het Algemeen Bestuur, maar volgens Falck bracht hij daarvan niet veel terecht. Zijn naam wordt dan ook vermeld op het monument op het Plein 1813 in Den Haag bij de leden van het driemanschap. In januari 1814 werd Changuion door de soeverein vorst aangesteld als gezant in de Verenigde Staten en in mei vertrok hij met zijn familie daarnaartoe. Gezien de oorlogsomstandigheden waarin de VS verkeerde, kon hij daar weinig uitrichten. Door die omstandigheden ontving hij de brief pas in mei 1815, waarin stond dat hij al in december 1814 was benoemd tot gezant in Constantinopel. Hij werd daar echter niet meer heengezonden en werd in 1818 op pensioen gesteld.
In 1815 was hij in de Nederlandse adel verheven wegens zijn rol in de totstandkoming van het Koninkrijk en kregen hij en zijn nakomelingen het recht het predicaat jonkheer of jonkvrouw te voeren.
Rond 1818 werd uit brieven van hem duidelijk dat zijn financiën ernstig in de war waren. Uit wanhoop ging hij er vervolgens toe over om wissels ten laste van oude kennissen te vervalsen en te innen, ten bedrage van 44.000 gulden. Na de inning van het geld in Nederland vluchtte hij naar Duitsland. Vergeefs werd om uitlevering van hem gevraagd waarop hij op 27 februari 1823 bij verstek veroordeeld werd tot onder andere tien jaar gevangenisstraf en een geldboete van 11.000 gulden. Vervolgens werd hij in 1825 niet vermeld op de eerste lijst van personen die tot de adel behoorden. Zijn kinderen, die allen geboren waren voor 27 februari 1823 (datum van het vonnis) stonden wel op deze lijst vermeld, bleven van adel en hebben hun adeldom ook doorgegeven aan hun nakomelingen. Dit is ook het huidige standpunt van de Hoge Raad van Adel.
Changuion overleed in 1850 in Duitsland op de leeftijd van 84 jaar; zijn vrouw overleed tien jaar later.
Van de vier kinderen van Changuion bracht er één nageslacht voort. Zijn zoon Antoine Nicolas Ernest Changuion (1803-1881), die zich in 1831 in Kaapstad vestigde, werd de stamvader van een groot aantal nakomelingen in Zuid-Afrika die tot de Nederlandse adel behoren.